# Behrungen
Behrungen ist ein Dorf im südlichen Landkreis Schmalkalden-Meiningen in Thüringen. Seit dem 1. Dezember 2007 ist die ehemals politisch selbständige Gemeinde ein Ortsteil der Gemeinde Grabfeld. Behrungen liegt im Tal des Baches Bahra am Rande des Thüringer Waldes im Grabfeld.

## Geschichte

### 8.–16. Jahrhundert
Erstmals wurde der Behrungen unter dem Namen Villa Pahringe im Jahr 795 erwähnt. Im 13. Jahrhundert gehörte der Ort zur Grafschaft Henneberg. Bei der Hennebergischen Hauptteilung kam er 1274 wie das benachbarte Hendungen an die Linie Henneberg-Aschach, welche sich nach der Verlegung des Stammsitzes in das benachbarte Römhild später als „Henneberg-Römhild“ bezeichnete.
Durch zwei Erbteilungen der Grafschaft Henneberg-Aschach(-Römhild) in den Jahren 1468 und 1532 gelangte Behrungen an die Linie Henneberg-Schwarza. Nach deren Aussterben gehörte Behrungen seit 1549 den Grafen von Henneberg-Schleusingen. Als diese im Jahr 1583 ebenfalls ausstarben, kam die „Kellerei Behrungen“, wie der Verwaltungsbezirk um den Ort genannt wurde, als Teil der Grafschaft Henneberg-Schleusingen gemäß dem Kahlaer Vertrag von 1554 unter gemeinschaftliche Verwaltung der ernestinischen und albertinischen Wettiner.

### 16.–19. Jahrhundert
Bei der Realteilung der Grafschaft Henneberg im Jahr 1660 kam die Kellerei Behrungen an das Herzogtum Sachsen-Altenburg. Mit dem Aussterben der Linie Sachsen-Altenburg im Jahr 1672 fiel die Kellerei an das Herzogtum Sachsen-Gotha, welches sich seitdem Sachsen-Gotha-Altenburg nannte. Dieses wurde 1680 geteilt, wodurch Behrungen zum Herzogtum Sachsen-Römhild kam. Nachdem die Linie Sachsen-Römhild bereits 1710 wieder ausgestorben war, teilte man die Kellerei Behrungen nach Beendigung der Erbschaftsstreitigkeiten dem Herzogtum Sachsen-Hildburghausen zu.
In Folge des „Schalkauer Tauschvertrages“ wurde die Kellerei Behrungen im Jahre 1723 um vier Orte des Meininger Unterlands erweitert und seitdem als „Amt Behrungen“ bezeichnet. Durch die Neuordnung der ernestinischen Herzogtümer fiel Behrungen im Jahr 1826 an das Herzogtum Sachsen-Meiningen. Seit 1868 gehörte Behrungen zum Landkreis Hildburghausen.

### 20. Jahrhundert bis zur Gegenwart
1920 kam Behrungen zum Freistaat Thüringen. Von 1945 bis 1990 lag es direkt an der innerdeutschen Grenze.
Die Pfarrei Behrungen war lange Zeit ein selbständiges Pfarramt, zeitweise mit der Tochtergemeinde Mendhausen. 1974 wurde die Gemeinde unter die Vakanzverwaltung von Berkach und Bibra gestellt. Im Pfarrhaus der Kirchgemeinde Behrungen wohnt jetzt die Katechetin.

## Politik

### Ortsteilrat
Der Gemeinderat aus Behrungen setzte sich vor der Eingemeindung aus acht Ratsfrauen und Ratsherren zusammen.
- CDU 3 Sitze
- ThBV BUND 3 Sitze
- DC-FW 2 Sitze

(Stand: Kommunalwahl am 27. Juni 2004)
Der Ortsteilrat Behrungen besteht seit der Eingemeindung aus sieben Ratsfrauen und Ratsherren.

### Ortsteilbürgermeister
Letzter ehrenamtlicher Bürgermeister vor der Eingemeindung war Karl Neubert (CDU). Er wurde am 3. Juni 2007 gewählt. Mit der Eingemeindung wurde er zum Ortsteilbürgermeister und am 25. Mai 2014 wiedergewählt. Am 1. Juni 2019 hat Timo Henß (CDU) die Nachfolge als Ortsteilbürgermeister angetreten.

### Wappen
Blasonierung: „Geviert in Rot und Gold; im Feld 1 und 4 je eine silberne Säule mit goldener Krone, im Feld 2 zwei schwarze, aufeinanderstehende Halbkreise, im Volksmund Feuerblöcke genannt, mit Öffnungen nach oben und unten, deren Berührungspunkte mit vier silbernen, schwarz bordierten Herzen im Vierpass belegt sind, im Feld 3 eine schwarze rotbewehrte Henne mit rotem Kamm und roten Lappen.“

## Europäischer Dorferneuerungspreis
Behrungen nahm 2016 als Vertreter des Bundeslandes Thüringen am Europäischen Dorferneuerungspreis teil. Dem Ort wurde am 9. September 2016 in Tihany (Ungarn) ein „Europäischer Dorferneuerungspreis für besondere Leistungen in mehreren Bereichen der Dorfentwicklung“ verliehen.

## Kultur und Sehenswürdigkeiten
An der nahen ehemaligen innerdeutschen Grenze befindet sich das deutsch-deutsche Freilandmuseum, das sich über die ausgewiesenen Denkmalorte des Freilandmuseums Behrungen und Berkach in Thüringen sowie Rappershausen in Bayern erstreckt. Noch 2001 wurde hier vom 10-jährigen Manuel Erhard im ehemaligen Grenzstreifen eine intakte Tretmine gefunden. Die Komplettanlage ist heute Kulturdenkmal des Freistaates Thüringen, teilweise archäologisches Bodendenkmal, länderübergreifendes Kulturdenkmalensemble und als Natur- und Umwelterbe anerkannt. Das Engagement der Initiatoren wurde mehrfach ausgezeichnet, z. B. 2004 mit dem Bürgerpreis der deutschen Einheit (Einheitspreis), dem Natur- und Umwelterbe Kulturaward (2006) und letztlich mit dem Denkmalpreis des Landkreises Schmalkalden-Meiningen (2008).
St. Petrus ist die Pfarrkirche des Ortes.

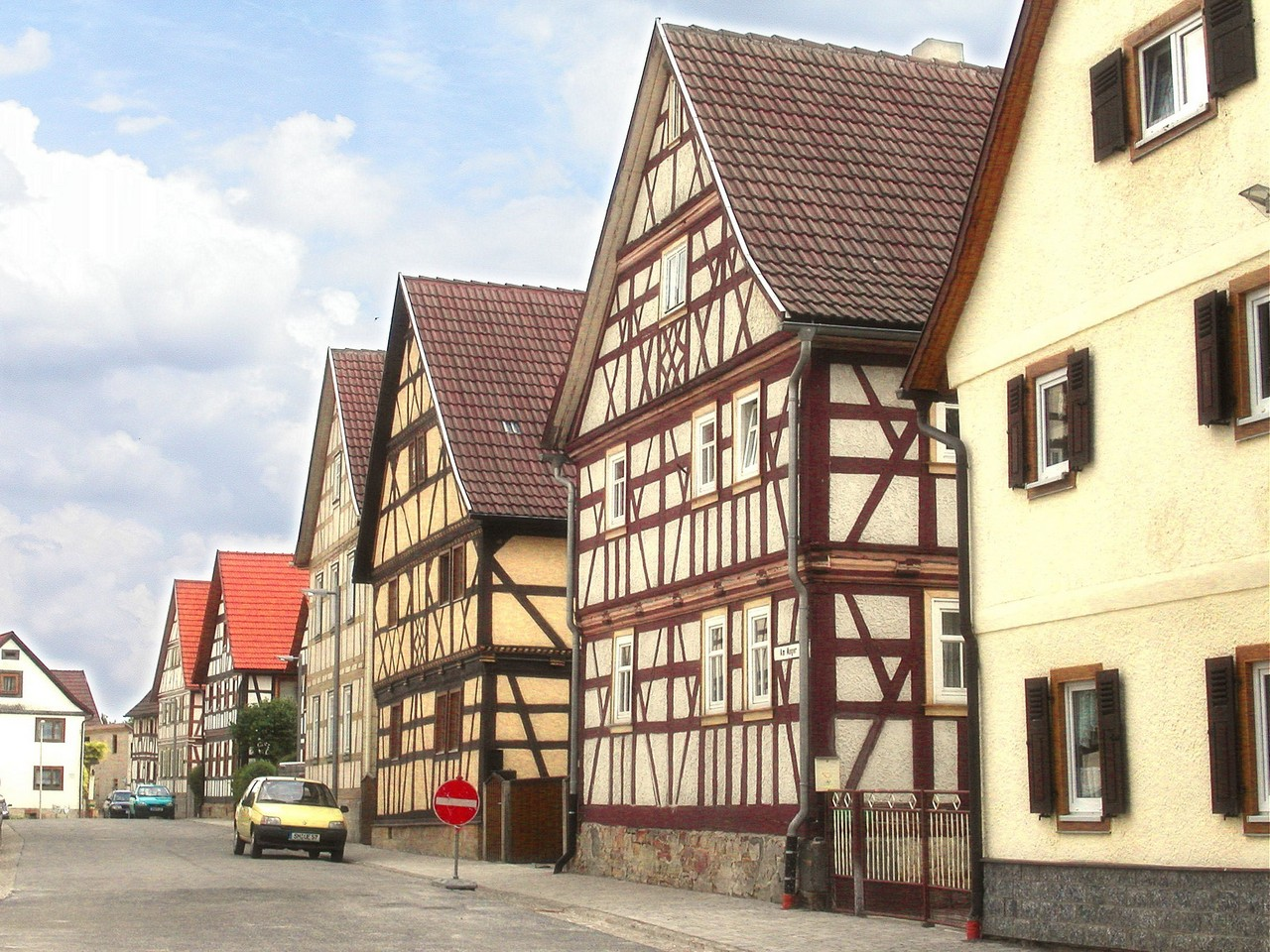
Fachwerkhäuser am Manger
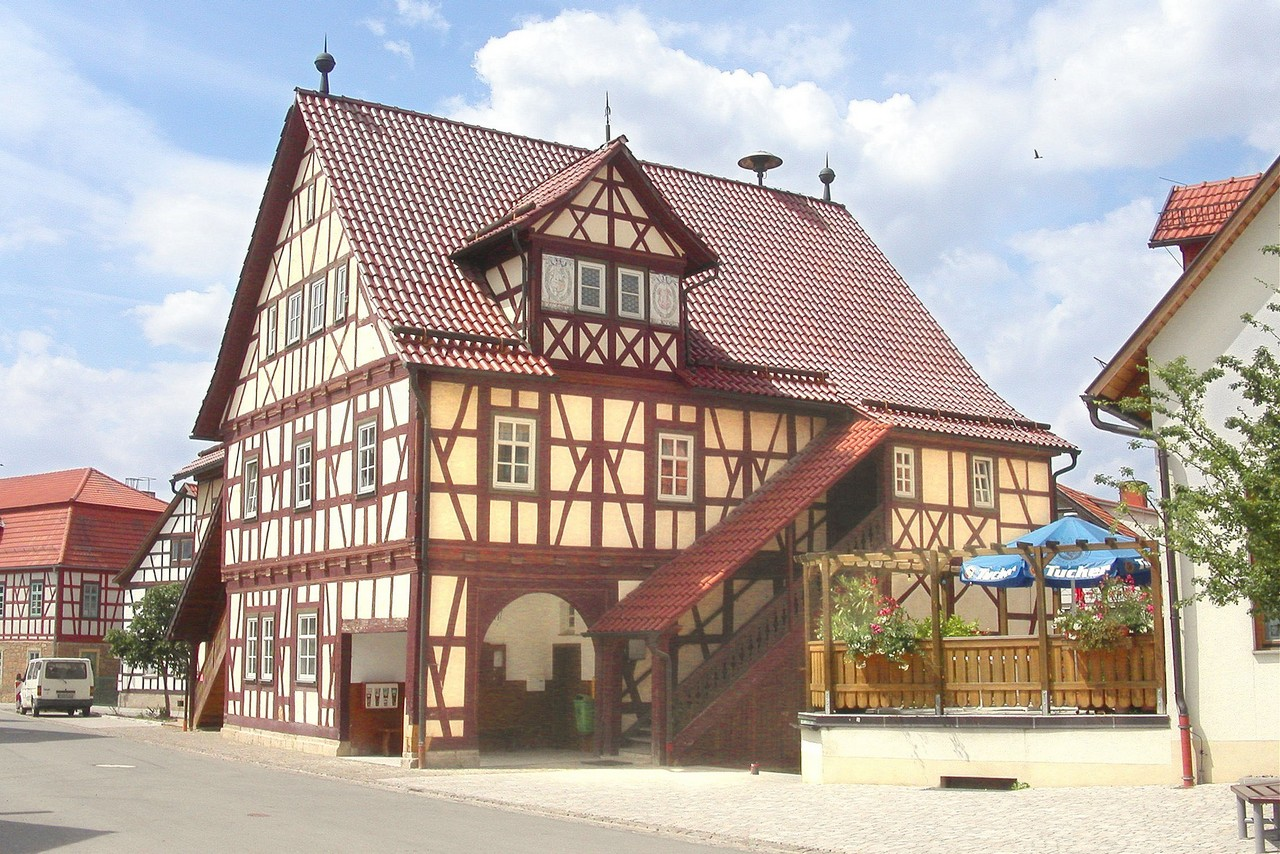
Rathaus, hennebergisch-fränkisches Fachwerk
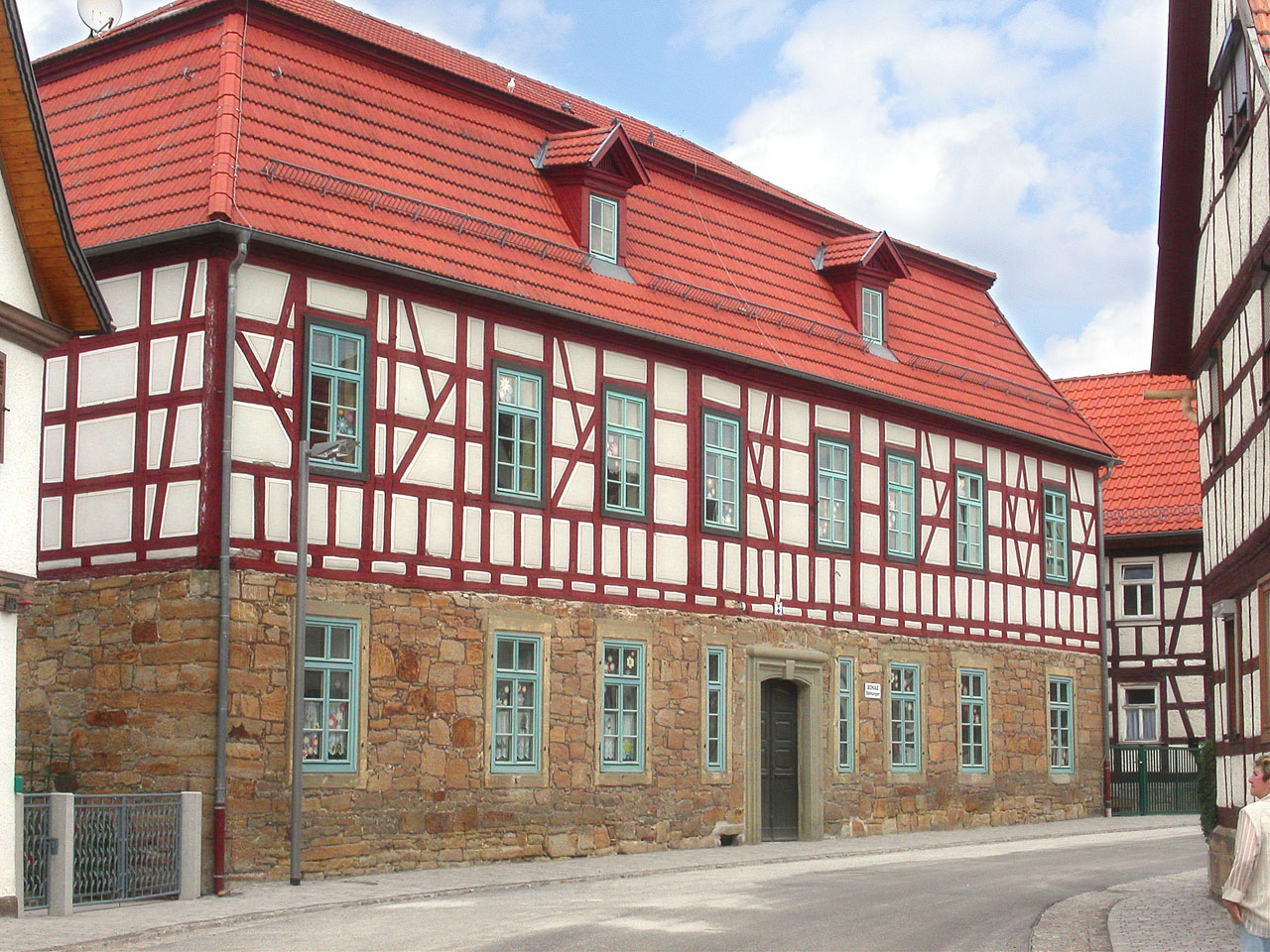
Staatliche Grundschule, hennebergisch-fränkisches Fachwerk
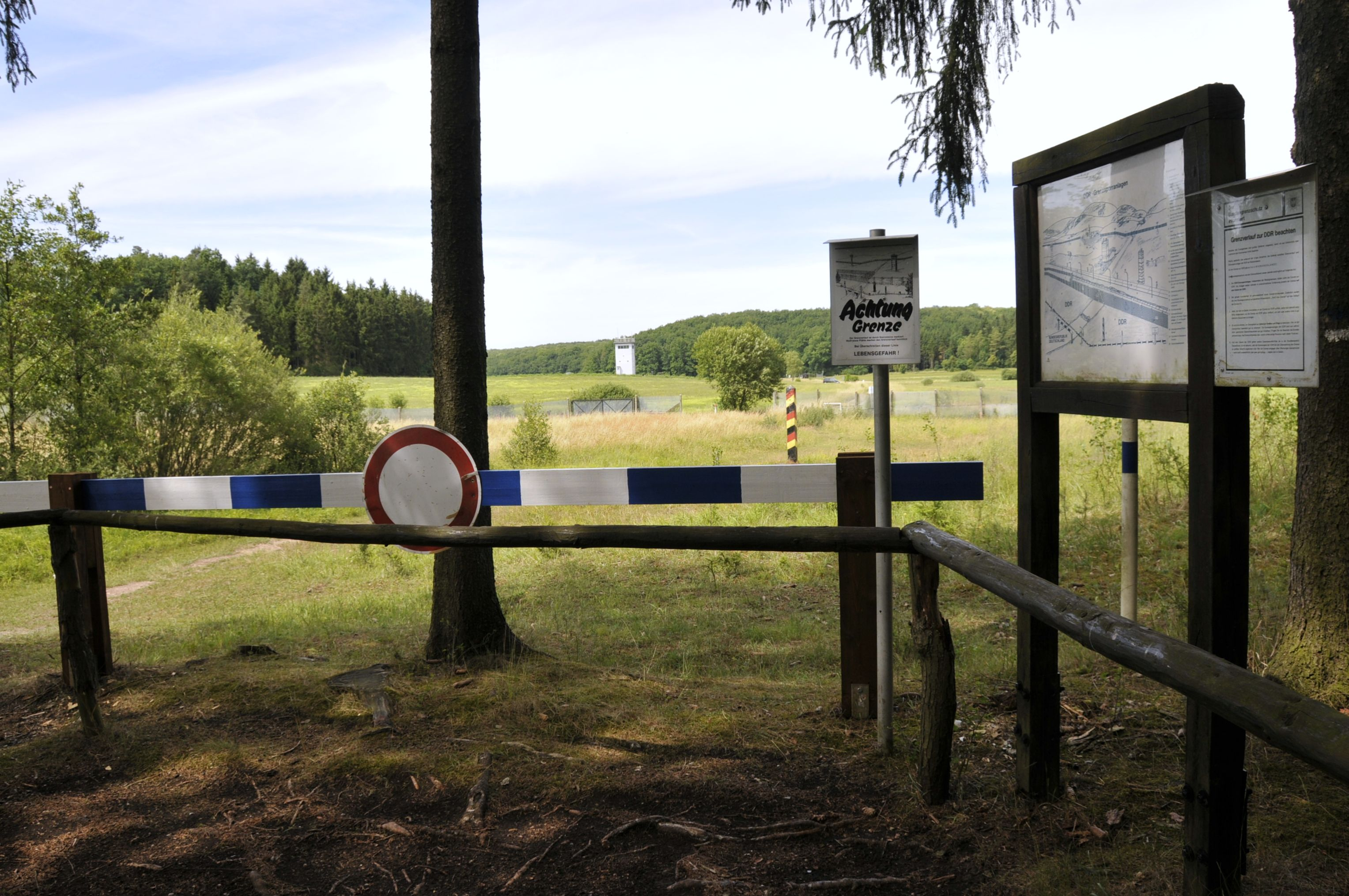
Grenzpunkt DDR/BRD
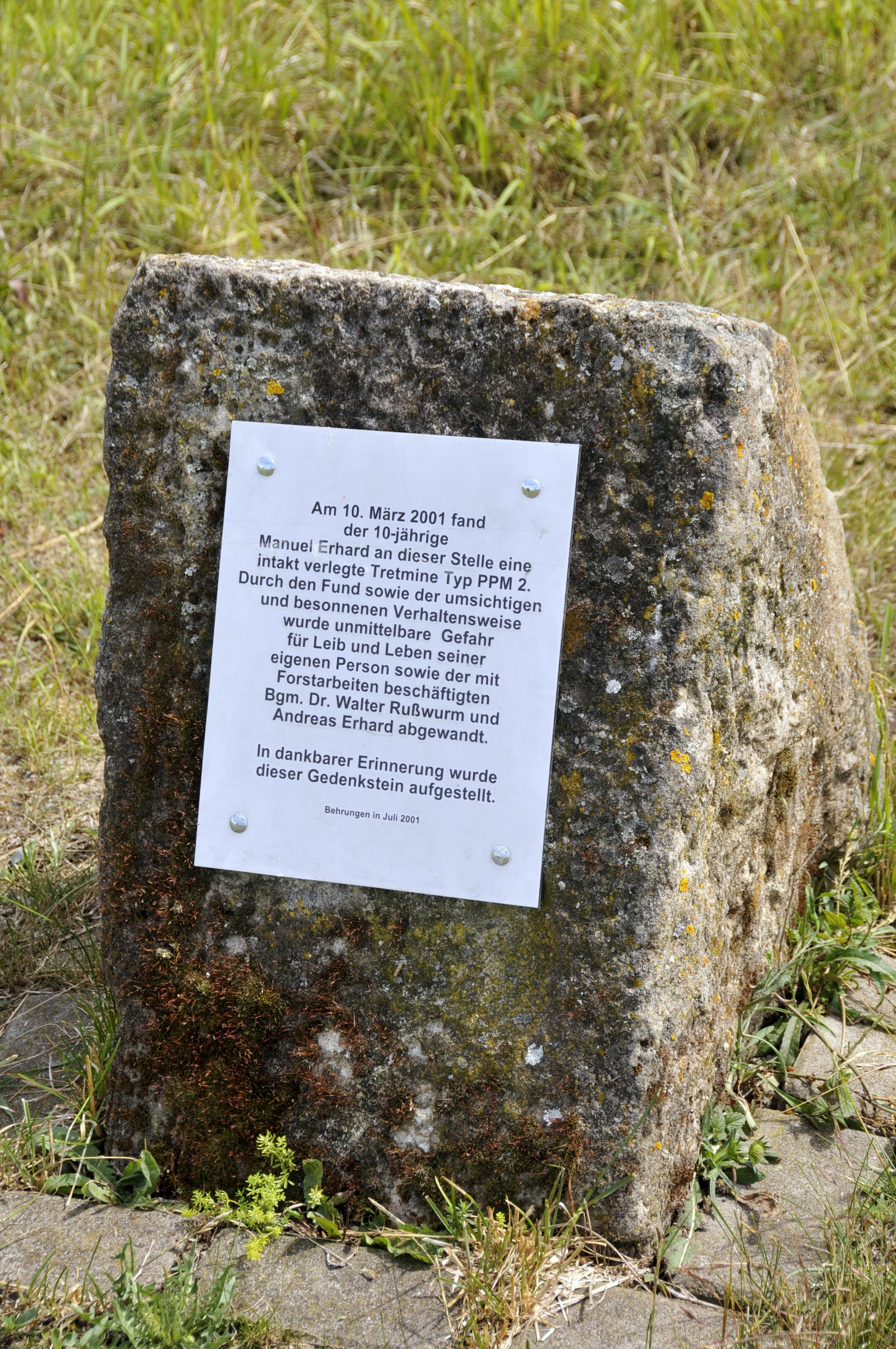
Gedenkstein zum Minenfund (siehe Artikel)